# CART World Series 1986
CART World Series 1986 vanns av Bobby Rahal, vilket var hans första av tre titlar.

## Delsegrare
| Datum        | Bana             | Vinnare            | Team                 |
| ------------ | ---------------- | ------------------ | -------------------- |
| 6 april      | Phoenix          | Kevin Cogan        | Patrick Racing       |
| 13 april     | Long Beach       | Michael Andretti   | Kraco Racing         |
| 1 juni       | Indianapolis 500 | Bobby Rahal        | Truesports           |
| 8 juni       | Milwaukee        | Michael Andretti   | Kraco Racing         |
| 15 juni      | Portland         | Mario Andretti     | Newman/Haas Racing   |
| 29 juni      | Meadowlands      | Danny Sullivan     | Penske Racing        |
| 6 juli       | Cleveland        | Danny Sullivan     | Penske Racing        |
| 20 juli      | Toronto          | Bobby Rahal        | Truesports           |
| 2 augusti    | Michigan 500     | Johnny Rutherford  | Alex Morales Racing  |
| 17 augusti   | Pocono           | Mario Andretti     | Newman/Haas Racing   |
| 31 augusti   | Mid-Ohio         | Bobby Rahal        | Truesports           |
| 7 september  | Sanair           | Bobby Rahal        | Truesports           |
| 28 september | Michigan         | Bobby Rahal        | Truesports           |
| 4 oktober    | Road America     | Emerson Fittipaldi | Patrick Racing       |
| 12 oktober   | Laguna Seca      | Bobby Rahal        | Truesports           |
| 18 oktober   | Phoenix          | Michael Andretti   | Kraco Racing         |
| 9 november   | Miami            | Al Unser Jr.       | Doug Shierson Racing |

## Slutställning
| Plats | Förare                 | Team                                        | Poäng |
| ----- | ---------------------- | ------------------------------------------- | ----- |
| 1     | Bobby Rahal            | Truesports                                  | 179   |
| 2     | Michael Andretti       | Kraco Racing                                | 171   |
| 3     | Danny Sullivan         | Penske Racing                               | 147   |
| 4     | Al Unser Jr.           | Doug Shierson Racing                        | 137   |
| 5     | Mario Andretti         | Newman/Haas Racing                          | 136   |
| 6     | Kevin Cogan            | Patrick Racing                              | 115   |
| 7     | Emerson Fittipaldi     | Patrick Racing                              | 103   |
| 8     | Rick Mears             | Penske Racing                               | 89    |
| 9     | Roberto Guerrero       | Team Cotter                                 | 87    |
| 10    | Tom Sneva              | Curb Motorsports                            | 82    |
| 11    | Johnny Rutherford      | Alex Morales Racing                         | 78    |
| 12    | Geoff Brabham          | Galles Racing                               | 64    |
| 13    | Raul Boesel            | Dick Simon Racing                           | 54    |
| 14    | Josele Garza           | Machinists Union Racing                     | 45    |
| 15    | Jacques Villeneuve Sr. | Hemelgarn Racing                            | 38    |
| 16    | Roberto Moreno         | Galles Racing                               | 30    |
| 17    | Arie Luyendyk          | Provimi Racing                              | 29    |
| 18    | Ed Pimm                | Curb Motorsports                            | 29    |
| 19    | Pancho Carter          | Galles Racing                               | 28    |
| 20    | Randy Lanier           | Arciero Racing                              | 21    |
| 21    | A.J. Foyt              | A.J. Foyt Enterprises                       | 16    |
| 22    | Jan Lammers            | Machinists Union Racing All American Racers | 13    |
| 23    | Derek Daly             | Curb Motorsports                            | 11    |
| 24    | Johnny Parsons Jr.     | Machinists Union Racing                     | 8     |
| 25    | Randy Lewis            | Pace Racing                                 | 8     |